# Казаки 3
«Казаки 3» — компьютерная игра в жанре стратегии в реальном времени, разработанная украинской компанией GSC Game World и выпущенная 20 сентября 2016 года. Как и прошлые игры серии, действия третьей части происходят в XVII—XVIII веках, а сама игра является ремейком первой части.

## История разработки
В декабре 2011 года генеральный директор компании GSC Game World Сергей Григорович объявил сотрудникам о её закрытии. Отдел разработок был распущен, создание нового проекта компании — «S.T.A.L.K.E.R. 2» — свёрнуто. Тем не менее, компания продолжала работать и в ноябре 2013 года часть сотрудников начала разработку новой части серии «Казаки» под руководством брата Сергея — Евгения Григоровича.
Возрождение компании именно с разработки новой части «Казаков» связано с личными интересами разработчиков — большинство из них разрабатывали предыдущие игры серии и являются её фанатами, а над разработкой игр серии S.T.A.L.K.E.R. большинство из них не работало. К коллективу GSC Game World присоединились и новые разработчики из Украины и России, в том числе работающие удалённо.
В декабре 2014 года студия возобновила свою медийную активность, обновив после долгого простоя свой сайт. И уже через несколько месяцев, 18 мая 2015 года состоялся анонс разрабатываемой игры. Разработчики опубликовали несколько скриншотов и рассказали об особенностях проекта. Тогда же была объявлена предполагаемая дата выхода — IV квартал 2015 года. Позже разработчики опубликовали несколько видео, которые демонстрируют анимацию юнитов, отдельные нации и саундтрек к игре.
22 апреля 2016 года стартовал сбор анкет для закрытого бета-тестирования игры.
19 июля разработчики сообщили о точной дате релиза игры — 20 сентября 2016 года. Игра вышла только для Windows в двух изданиях — стандартном и коллекционном, включающем в себя 4 дополнения, которые разработчики обещают выпустить в течение года. Кроме того, все пользователи, запустившие игру в первые 2 недели со дня выхода, получат специальный бонус.
20 сентября 2016 года игра была выпущена. Игроки немедленно раскритиковали её, поскольку игра вышла в сыром виде, с огромным количеством багов, которые устраняются и до сих пор.

### Дополнения
13 декабря 2016 года вышло дополнение «Дни великолепия». В состав дополнения вошли: польская кампания, 5 новых миссий, новые юниты и две новые нации: Дания и Нидерланды.
16 февраля 2017 года вышло дополнение «Восхождение к славе». В состав дополнения вошли: прусская кампания, шведская кампания, 3 новых миссии, новый климат (снег), новые юниты и две новые нации: Бавария и Саксония.
12 апреля 2017 года вышло мини-дополнение «Стражи высокогорий». В состав мини-дополнения вошли: шотландская кампания, ИИ-ассистент, новые юниты и новая нация: Шотландия.
16 мая 2017 года вышло дополнение «Дорога к Величию». В состав дополнения вошли: турецкая кампания, испанская кампания, новый климат (пустыня), новые юниты и две новые нации: Венгрия и Португалия.
23 июня 2017 года вышло два бесплатных дополнения «Рождественский Подарок» и «Летняя ярмарка». В состав дополнений вошли две новых миссии. Также вышел официальный саундтрек.
24 августа 2017 года вышло последнее дополнение «Золотой Век». В его состав вошли голландская кампания, 4 новые миссии, новые юниты и две нации: Пьемонт и Швейцария, а также мультиплеерный режим — Историческая битва.

## Особенности игры
| Системные требования | Системные требования                                           | Системные требования                           |
| -------------------- | -------------------------------------------------------------- | ---------------------------------------------- |
|                      | Минимальные                                                    | Рекомендуемые                                  |
| Windows              |                                                                |                                                |
| ОС                   | Windows XP/7/8/10                                              | Windows XP/7/8/10                              |
| ЦПУ                  | Intel Core 2 Duo 1.6 ГГц AMD 3000+                             | Intel Core i5-3470 3.2 ГГц AMD FX-6300 3.5 ГГц |
| Объём ОЗУ            | 1 Гб                                                           | 4 Гб                                           |
| Место на диске       | 4 Гб                                                           | 6 Гб                                           |
| Видеокарта           | Nvidia GeForce 8800 ATI Radeon HD 2600 PRO 256 Мб Intel HD3000 | Nvidia GeForce 560 ATI Radeon HD 7900 Series   |
| Дисплей              | 1280x768                                                       | 1920x1080                                      |
| Сеть                 | Широкополосное подключение к интернету                         | Широкополосное подключение к интернету         |

Основной целью разработчиков являлось создание игры, игровая механика которой повторяет первую часть серии. Игроки создают свою базу, добывают ресурсы и нанимают войско. Боевые отряды игроков (пехота, кавалерия, артиллерия и флот) сражаются между собой с целью разгрома врага и уничтожения его базы. Одновременно в бою может сойтись до 32 000 юнитов. В зависимости от целей миссий и режима игры задания могут отличаться.
Основные изменения коснулись технической реализации. «Казаки 3», в отличие от предыдущих игр серии, полностью поддерживают трёхмерную графику и динамическое освещение. Кроме этого, разработчики создали новые текстуры и модели для игровых юнитов и зданий. Рендеринг в игре осуществлён с помощью технологии OpenGL.
На момент релиза игра содержала 12 игровых наций (позже разработчики расширили их число), 70 игровых юнитов, 100 различных научных исследований и свыше 140 разных зданий.
Игра полностью поддерживает создание модификаций пользователями. В игру встроен редактор, что позволяет игрокам создавать свои карты и миссии. Кроме того, пользователи могут добавлять свои модели зданий, юнитов и нации.

## Кампания
Игрокам доступно 5 одиночных исторических кампаний, отличных от кампаний первых «Казаков»:
- Как стать генералиссимусом (Австрия)
- «Круглоголовые против кавалеров» — посвящена событиям английской гражданской войны.
- Как казаки славу добывали (Украина)
- Стужа, да нужа, да царская служба (Россия)
- Расцвет французского флота (Франция)

Дополнения:
- За веру, закон и короля (Польша) (DLC «Дни великолепия»)
- Большие риски и великие свершения (Пруссия) (DLC «Восхождение к славе») — посвящена событиям войны за австрийское наследство.
- Лев Севера (Швеция) (DLC «Восхождение к славе») — посвящена событиям русско-шведской, польско-шведской и тридцатилетней войны.
- Героическая борьба (Шотландия) (DLC «Стражи высокогорий») — посвящена событиям восстания якобитов.
- Святой Иаков с нами, Испания! (Испания) (DLC «Дорога к Величию») — посвящена событиям нидерландской революции и тридцатилетней войны.
- На службе великого визиря (Османская империя) (DLC «Дорога к Величию») — посвящена событиям четвёртой австро-турецкой, турецко-венецианской и русско-турецкой войны.
- Oranien boven! (Нидерланды) (DLC «Золотой Век»)
- Одиночные сценарии (Конотоп, Противостояние у Нёрдлингена, Реставрация Стюартов, Крестьянская война и Высадка в Бретани) (DLC «Дни великолепия»)
- Одиночные сценарии (Вторая Северная война, Великая Северная война и Голландская война) (DLC «Восхождение к славе»)
- Одиночные сценарии (Война за Бразилию, Война в Карибах, Португальская война за независимость и Осада Дюнкерка) (DLC «Золотой Век»)

## Музыка в игре
| №                   | Название            | Автор(ы)            | Длительность |
| ------------------- | ------------------- | ------------------- | ------------ |
| 1.                  | «Алжир»             | Ярослав Одрин       | 3:30         |
| 2.                  | «Австрия»           | Ярослав Одрин       | 3:58         |
| 3.                  | «Боевая»            | Ярослав Одрин       | 3:41         |
| 4.                  | «Бавария»           | Ярослав Одрин       | 3:00         |
| 5.                  | «Дания»             | Ярослав Одрин       | 4:02         |
| 6.                  | «Англия»            | Ярослав Одрин       | 3:12         |
| 7.                  | «Франция»           | Ярослав Одрин       | 3:24         |
| 8.                  | «Венгрия»           | Ярослав Одрин       | 3:10         |
| 9.                  | «Нидерланды»        | Ярослав Одрин       | 3:16         |
| 10.                 | «Польша»            | Ярослав Одрин       | 4:38         |
| 11.                 | «Португалия»        | Ярослав Одрин       | 2:24         |
| 12.                 | «Пруссия»           | Ярослав Одрин       | 3:56         |
| 13.                 | «Россия»            | Ярослав Одрин       | 3:57         |
| 14.                 | «Саксония»          | Ярослав Одрин       | 3:58         |
| 15.                 | «Шотландия»         | Ярослав Одрин       | 4:16         |
| 16.                 | «Испания»           | Ярослав Одрин       | 3:02         |
| 17.                 | «Швеция»            | Ярослав Одрин       | 3:21         |
| 18.                 | «Турция»            | Ярослав Одрин       | 3:50         |
| 19.                 | «Украина»           | Ярослав Одрин       | 3:46         |
| 20.                 | «Венеция»           | Ярослав Одрин       | 3:38         |
| Общая длительность: | Общая длительность: | Общая длительность: | 1:12:08      |

## Оценки
| Сводный рейтинг | Сводный рейтинг         |
| Агрегатор       | Оценка                  |
| --------------- | ----------------------- |
| Metacritic      | 63/100 (PС, 20 обзоров) |

По данным агрегатора Metacritic, игра получила смешанные отзывы. На сайте-агрегаторе Metacritic средняя оценка игры составляет 63 из 100 на основе 20 обзоров для платформы PC.
Летом 2018 года, благодаря уязвимости в защите Steam Web API, стало известно, что точное количество пользователей сервиса Steam, которые играли в игру хотя бы один раз, составляет 360 956 человек.

## Галерея

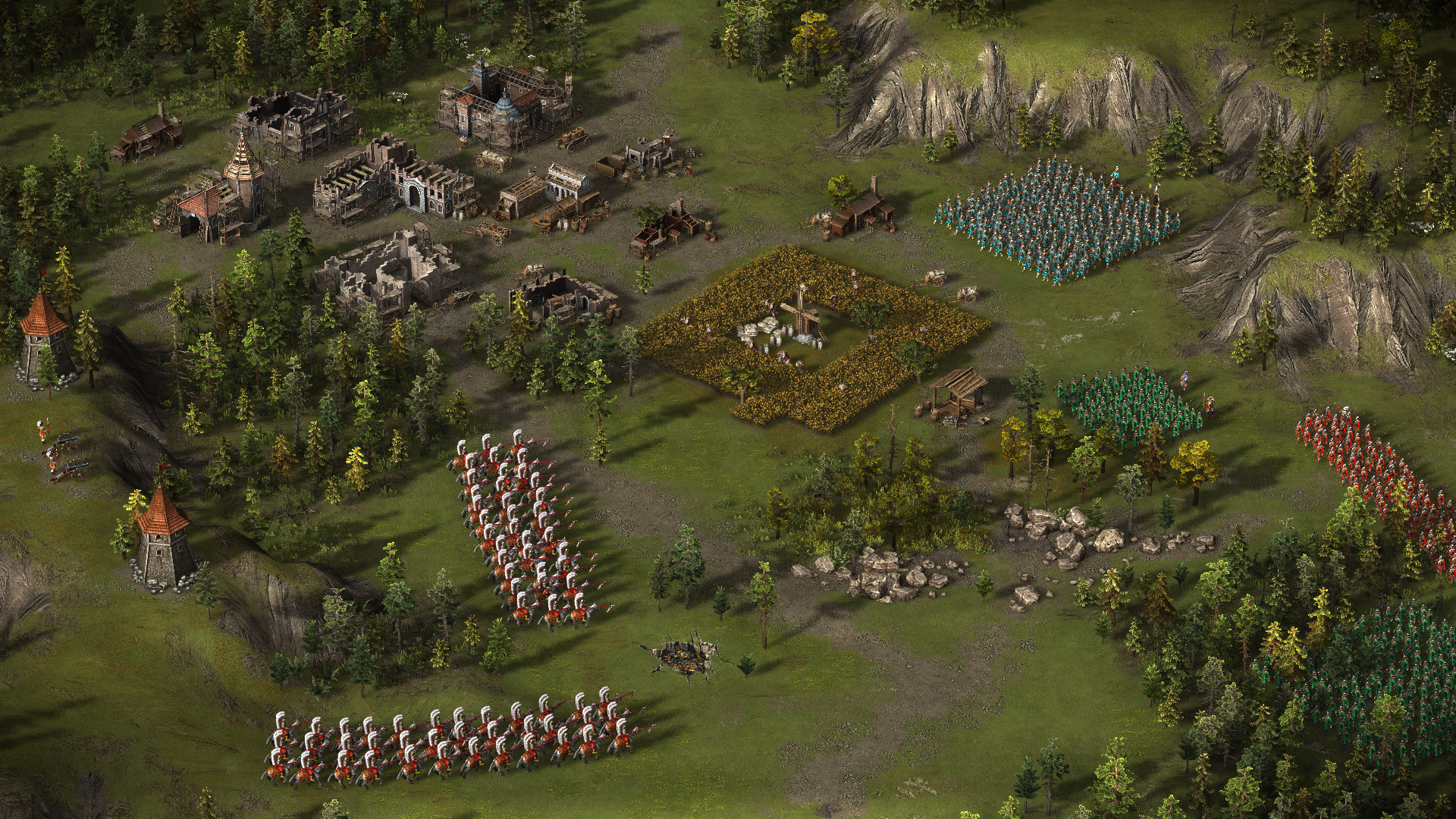
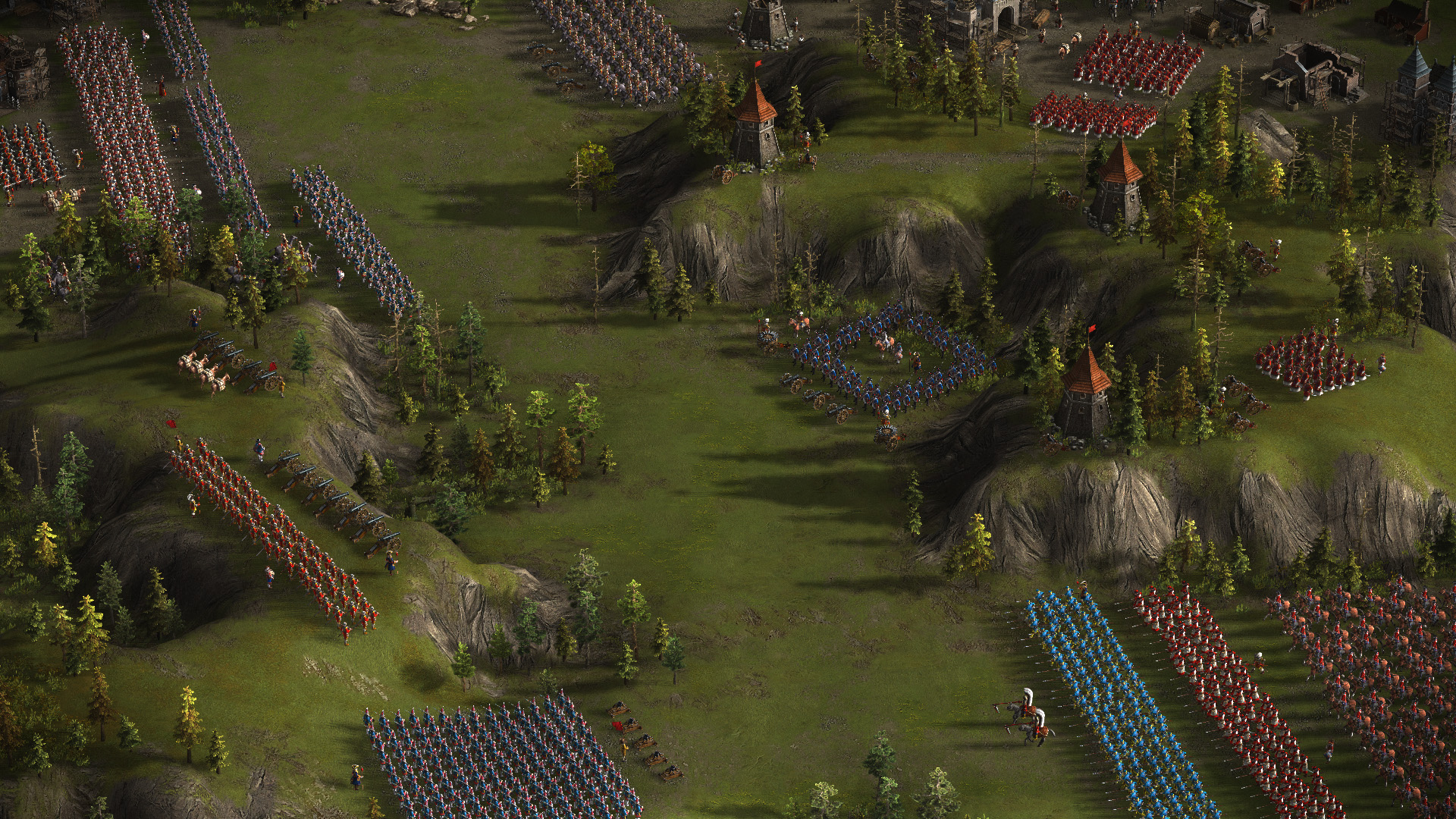
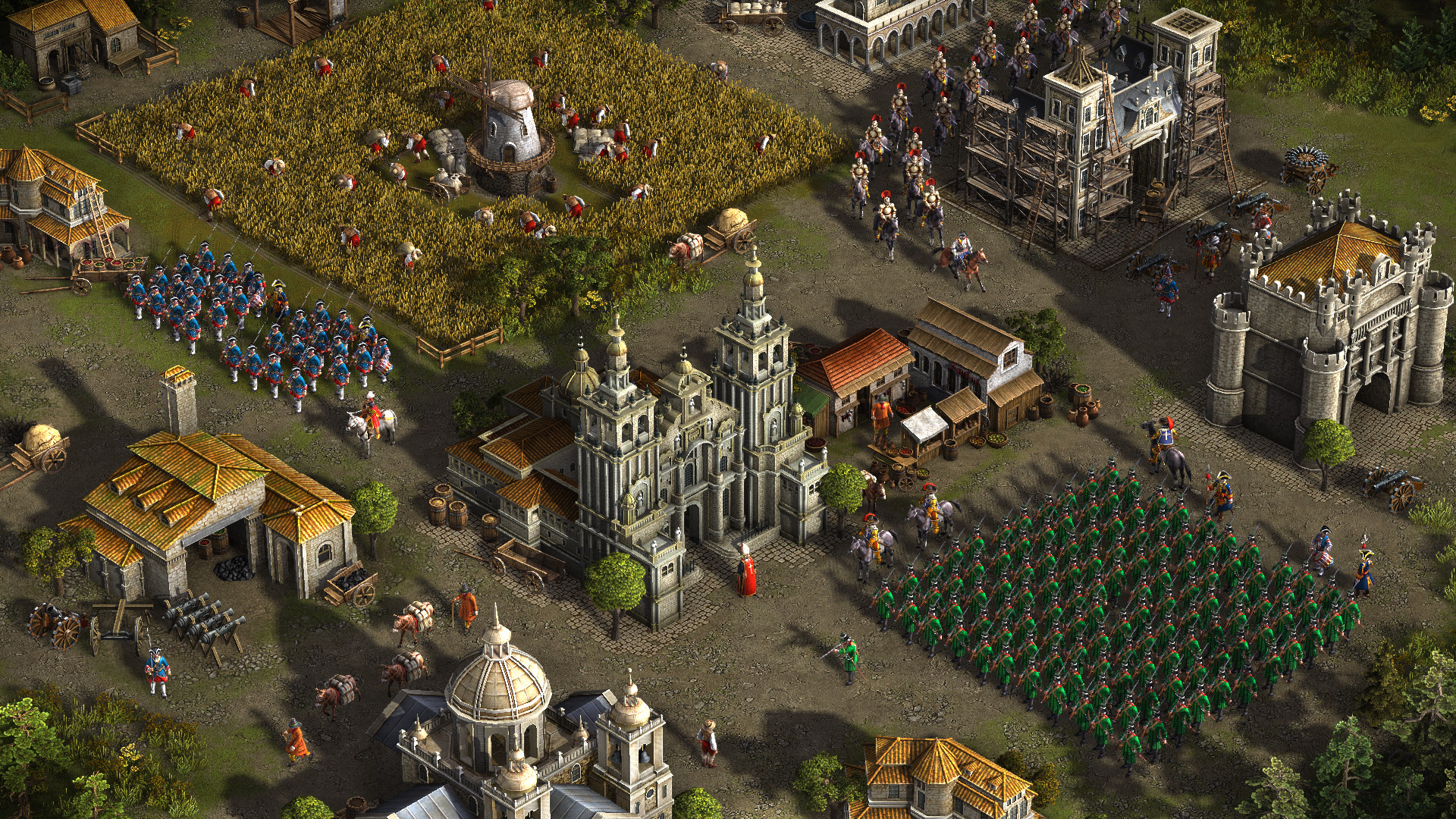
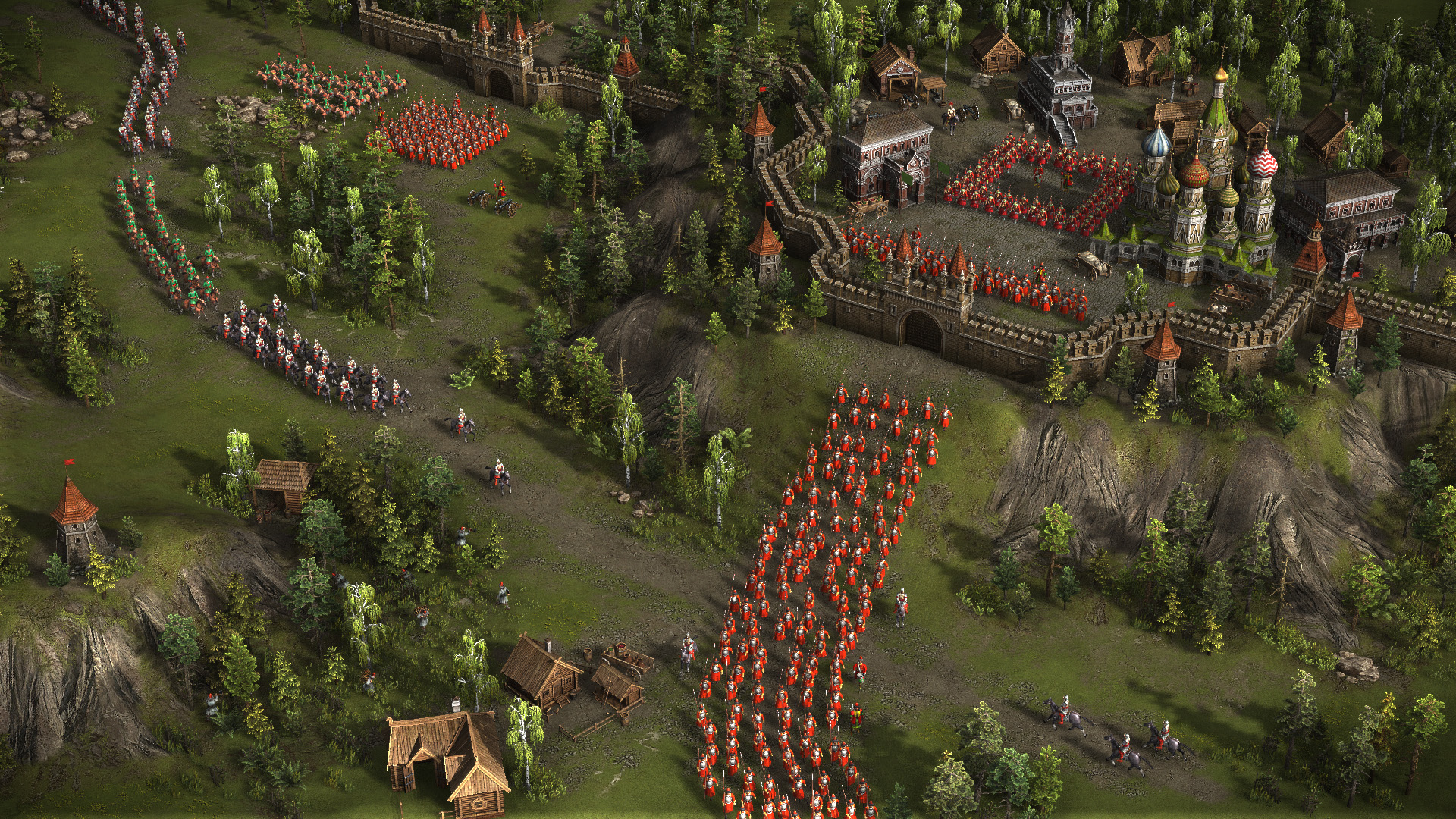
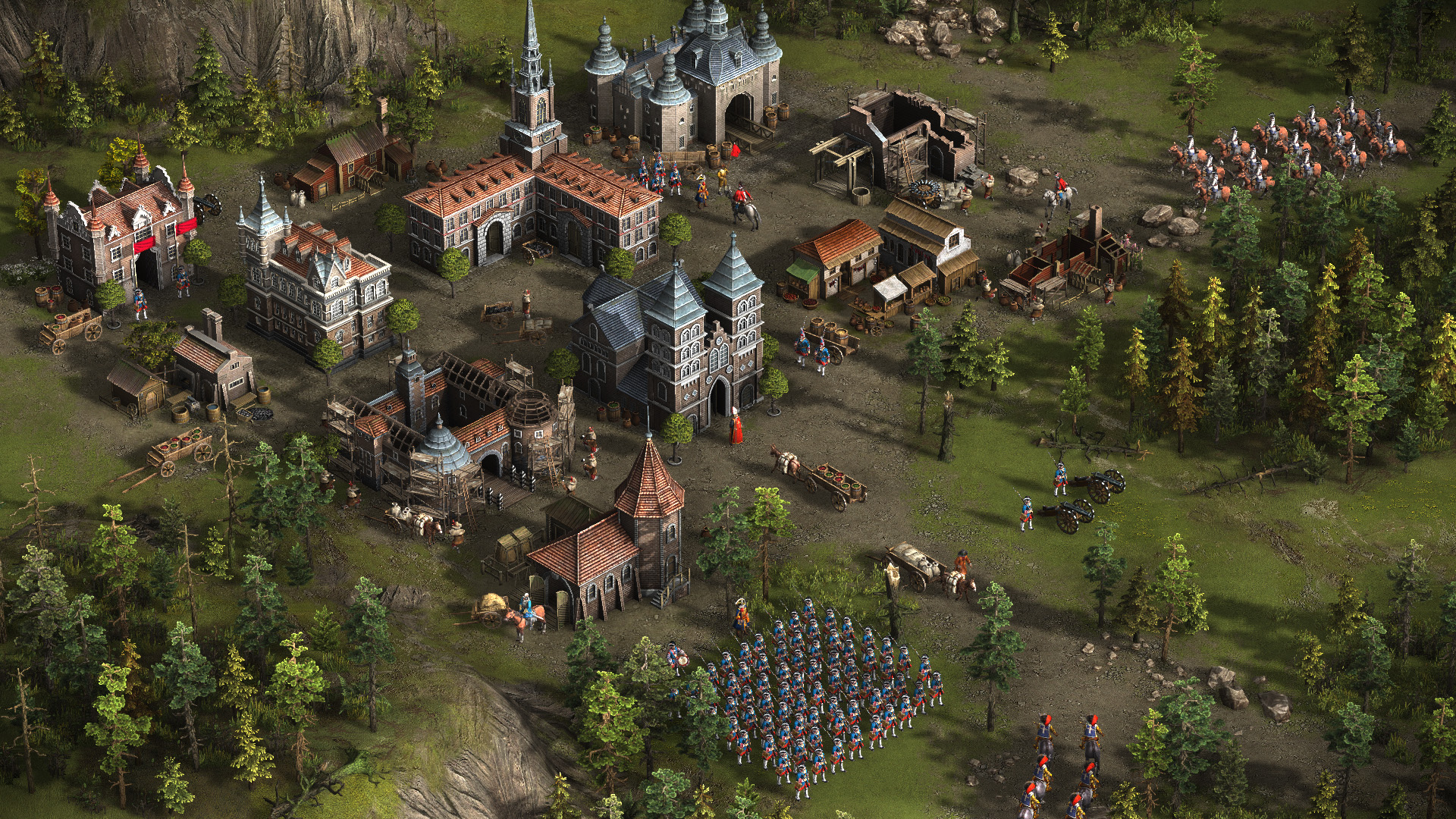